# Scaptomyza basiloba
Scaptomyza basiloba är en tvåvingeart som beskrevs av Hardy 1965. Scaptomyza basiloba ingår i släktet Scaptomyza och familjen daggflugor. Inga underarter finns listade i Catalogue of Life.